# Porsche 906
El Porsche 906 o Carrera 6 es un automóvil de carreras de calle de Porsche. Se anunció en enero de 1966 y posteriormente se produjeron 50 ejemplares, cumpliendo así los requisitos de homologación de la nueva categoría de coche deportivo del Grupo 4 de la FIA. El prototipo también competiría en forma modificada en la clase de Prototipos Deportivos del Grupo 6.

## Historia
Antes del Porsche 906 fue el 904 el que tuvo muchas victorias en carreras. A los 28 años, Ferdinand Piëch, nieto de Ferdinand Porsche, recibió el importante trabajo de estar a cargo del desarrollo de los nuevos autos de carreras Porsche.  Su objetivo al recrear el 904 en el nuevo 906, era hacerlo lo más ligero posible. Esto significaría quitar todo el acero pesado de la carrocería y usar fibra de vidrio sin tensar en su lugar. Construir el nuevo automóvil con fibra de vidrio ayudó al soporte estructural y la apariencia porque todo se colocó a mano en lugar de tener un trabajo de pintura desigual.
El vehículo terminado pesaba alrededor de 580 kg y era un cuarto de mil libras más ligero que el anterior 904. No solo era más liviana la carrocería del automóvil, sino también su motor. Normalmente, el automóvil estaría equipado con un 901/20 de 6 cilindros con carburadores que generaba 210 caballos de fuerza a 8,000 rpm.  En ocasiones, sin embargo, hubo ocasiones en las que fue reemplazado por un 8 cilindros cuando el equipo de carreras de fábrica estaba utilizando el automóvil. Esto ayudaría en eventos como la escalada cuando la altitud aumentaría contra los Ferrari Dinos en el campeonato europeo.

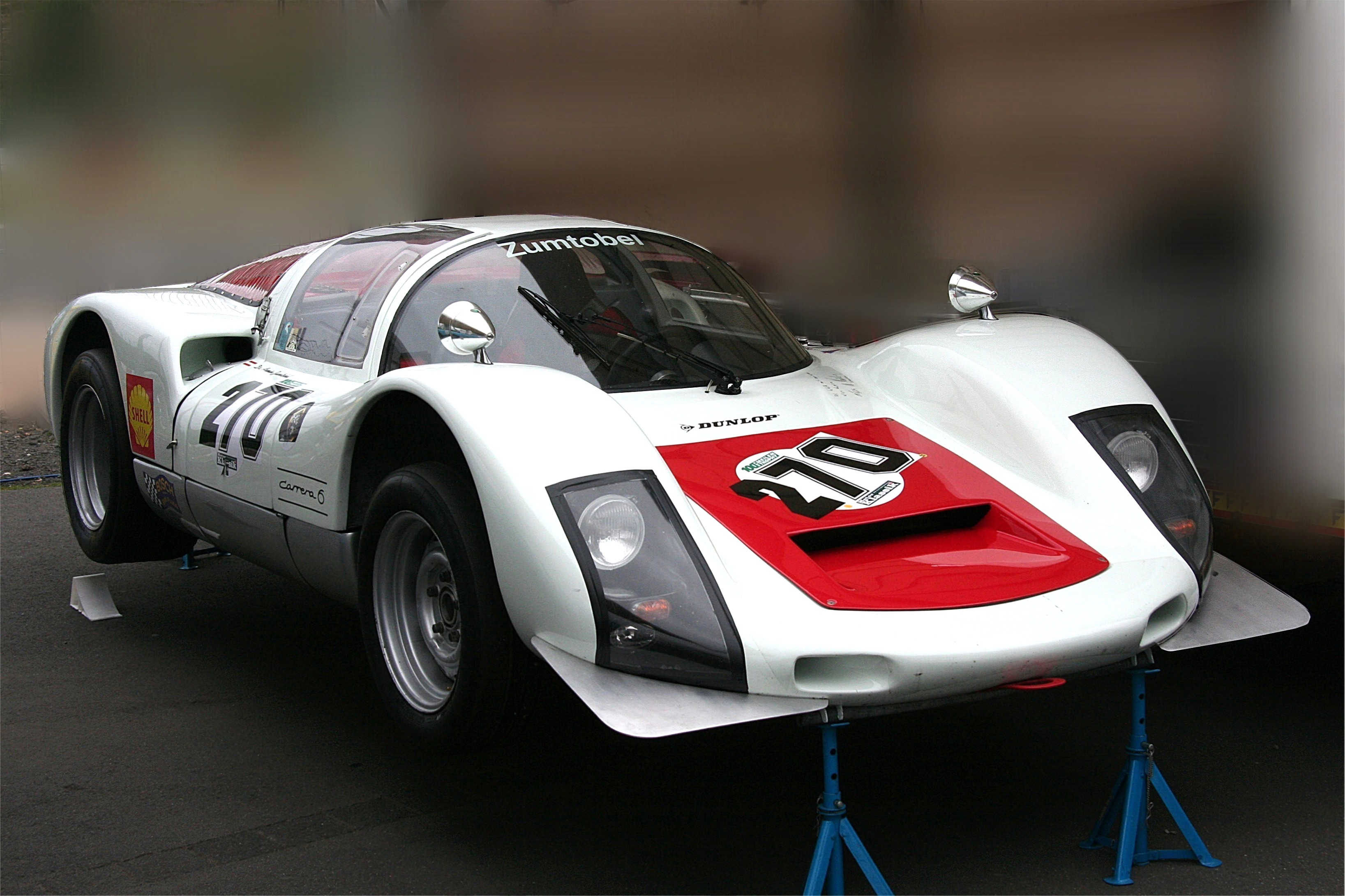
Porsche 906 en el DAMC 05 Oldtimer Festival 2008 en Nürburgring

En su debut en las 24 Horas de Daytona de 1966, el Carrera 6 terminó sexto en la competición general y ganó su clase contra el Ferrari Dino 206 Ps. En las 12 Horas de Sebring, Hans Herrmann / Herbert Müller terminaron cuartos en la general y ganaron la clase, así como en las 1000 km de Monza, Spa y Nürburgring.
Willy Mairesse / Gerhard Müller, conduciendo un 906 con entrada privada, consiguieron una victoria general en el Targa Florio de 1966 cuando fallaron los coches de fábrica. En las 24 Horas de Le Mans de 1966, el 906 se ubicó 4-5-6-7 detrás de tres Ford GT40 Mk II, superando a todos los Ferrari Ps con motor V12 previamente dominantes. 
Para el año del debut del automóvil en 1966, logró numerosas victorias. El piloto de autos de carreras estadounidense-británico Ken Miles tomó la clase de 2.0 litros en las carreras de Las Vegas y Laguna Seca USRRC. Estas victorias no solo se detuvieron en 1966, sino que continuaron hasta 1967 y 1968. Otro conocido piloto de Porsche con el nombre de Peter Gregg se aseguró algunas victorias en las Bahama Speed Weeks.  Ahora no solo los corredores profesionales conducían estos autos, sino también el comediante Dick Smothers y Fred Baker. Se aseguraron el octavo lugar en la general para ganar su clase de 2.0 litros en 1969.
El Porsche Carrera 906 comenzó su carrera deportiva en Finlandia. El nombre del coche era Collier Collection Carrera 6. Eventualmente comenzó a competir en las carreras de AAW, pero no recibió muchas victorias. El mejor lugar que obtuvo fue para la carrera de 1000 km en Nürburgring y fue el 13° en la general en 1969, que fue el último año de la carrera del automóvil.

## Construcción
A diferencia de los Porsche de carreras anteriores, la carrocería del 906 se probó en un túnel de viento, lo que resultó en una velocidad máxima de 280 kilómetros por hora (174 mph) en Le Mans, bastante rápido para un automóvil con motor de 2 litros. En ese momento mostró un gran parecido con los futuros autos de carreras de Porsche. Al igual que en el Mercedes-Benz 300SL, se instalaron puertas de ala de gaviota y el motor montado en el medio del barco se cubrió con una gran cubierta de plexiglás. El Porsche 906 estaba equipado con un motor que en realidad provenía del Porsche 911 solo con algunas modificaciones. Estos cambios incluyeron algunos metales exóticos en las bielas y el cárter para ayudar al automóvil a funcionar a un nivel superior.
Para ahorrar dinero, los componentes de suspensión de repuesto producidos con anterioridad para una posible nueva serie de Porsche 904 tuvieron que usarse para el 906, junto con grandes llantas de 15 pulgadas. Sin embargo, la Fórmula 1 usó rines más ligeros de 13 pulgadas y Porsche ya había usado piezas de suspensión del Team Lotus en años anteriores. Las ruedas se atornillaron con 5 tuercas como en un automóvil de carretera, lo que gasta tiempo en las paradas en comparación con una sola tuerca central. Porsche había reutilizado muchas partes diferentes en el 906 como la suspensión del 904 y el motor del 911, pero también había utilizado la caja de cambios manual de 5 velocidades que venía del Porsche 911.
Para aprovechar las ruedas más ligeras y los neumáticos de F1, se desarrolló el Porsche 910 y se introdujo a mitad de temporada de 1966, comenzando con la subida desde Sierre hasta Crans-Montana en Suiza.